# 栞菜
栞菜（かんな、1993年6月15日 - ）は、日本の女優、タレント、アイドル。本名は有原 栞菜（ありはら かんな）。神奈川県出身。

## 略歴
2004年6月、「ハロプロ エッグ オーディション2004」に合格し、ハロー!プロジェクトの研修生「ハロプロエッグ」として活動開始。
2005年1月3日から23日に開催された「Hello! Project 2005 Winter 〜A HAPPY NEW POWER! 紅組〜」の東京公演において、バックダンサー20人の1人として出演。これが初舞台となる。後に発売された写真集に参加したバックダンサー20名の名前がローマ字で表記された。同年10月8日から10日に開催されたイベント『「モーニング娘。“熱っちぃ地球を冷ますんだっ。”文化祭2005」in 横浜』において、能登有沙・大瀬楓・古川小夏・前田憂佳とともにハロプロエッグ内ユニット「ともいき・木を植えたい」のお披露目に出演。
2006年1月2日、「Hello! Project 2006 Winter 〜ワンダフルハーツ〜」中野サンプラザ公演において、℃-uteの8人目のメンバーとなる事が正式に発表され、同時にともいき・木を植えたいから脱退した。同月28日の「Hello! Project 2006 Winter 〜全員集GO!〜」で実際に℃-uteメンバーとして舞台へ上がる。衣裳に付けられていた番号は87であった。
2009年2月28日に出演予定だったZepp NAGOYAで行われるファンクラブ限定イベント「HELLO! 10TH PARTY2 〜ハロプロ感謝祭〜」から℃-uteとしての活動及びハロー!プロジェクトの活動を休止。理由は持病で患っていた外反母趾が悪化したためステージでのパフォーマンスが困難になり、治療が必要となったため。同年7月11日に公式サイトにて、同月9日をもって℃-ute及びハロー!プロジェクトを脱退したことが発表された。
2010年5月、栞菜名義でBLUE ROSEに所属し、オフィシャルブログを開設して芸能活動再開。同年10月15日に上演されたアリスインプロジェクトの旗揚げ作品「アリスインデッドリースクール」に、日替わりゲストで出演。これがソロとして舞台初出演である。以降、2016年1月までに40本以上の舞台に出演する等、主に女優として活動。
2015年12月27日の主催イベント「やっとです。栞菜と年忘れパーティ!」において、2016年1月末をもってBLUE ROSEを退社することを発表。2016年3月18日より株式会社トキエンタテインメントに所属していたが、2021年1月末をもって退社したことを2月2日にTwitter、Instagramで発表。当面はフリーランスで活動。

## 人物
- 「栞菜」という名前をつけたのは母親で、カンナの花が好きだったことから。同様に同じ所属であった梅田えりかもエリカの花が好きだった母親が名前をつけたものであり、2人の共通点として驚いていた。その梅田とは℃-ute時代から仲がよく、梅田のオフィシャルブログ開設から4日目（2010年4月11日）に「親友」として紹介されている[5]。当時は芸能活動再開前で、2009年2月の活動休止以降で初めてその姿が公にされた。
- ℃-ute時代には同じユニットの鈴木愛理との間でお揃いの夏用パジャマを3組（2007年に2組、2008年に1組）買っている[注 2]。また、元モーニング娘。の光井愛佳とは2009年1月の光井への誕生日プレゼントとしてお揃いの洋服を1組用意し、1着を光井に渡している[注 3]。
- ハリー・ポッターが好きで映画作品は10回以上見ている[6]。
- 好きなアーティストは安室奈美恵とEXILE[6]。

## 作品

### 映像作品
- Smile Again -スマイル・アゲイン- （2011年1月27日、晋遊舎） - ISBN 978-4-86391-212-0
- あのとき（2011年6月22日、イーネット・フロンティア） - EAN 4571369477391

## 出演
ハロー!プロジェクト全体、ハロプロエッグ全体、および各所属ユニット全体での出演はそれぞれの項目を参照のこと。

### 映画
- 短編映画『lacrimal』（2011年、バンタンデザイン研究所2010年度卒業制作） - 主演・野田沙希 役[注 4]
- ゲキアツ〜真夏のエチュード〜（2011年、ウエストパワー） - 香坂真美 役
- スープ〜生まれ変わりの物語〜（2012年、東京テアトル）
- 時空警察ヴェッカー デッドリーナイトシェード（2012年） - アイリス 役
- バトル・オブ・ヒロミくん! 〜The High School SAMURAI BOY〜（2013年、RIKIプロジェクト） - 白鳥愛子 役
- リアル人狼ゲーム（2013年、パル企画） - 主演・嶋野直子 役
- ゲバルト（2013年、メディア・ワークス） - 玄葉瑠衣子 役
- 青春ディスカバリーフィルム 〜なんだって青春編〜「バス停の動かし方」（2016年、トキメディアワークス）
- 普通じゃない職業（2017年、トキメディアワークス） - ひとみ 役
- アニメ映画『劇場版 BanG Dream! Episode of Roselia II：Song I am.』（2021年、ブシロード） - 観客 役（声の出演）

### ビデオ作品
- ヒロミくん!全国総番長への道（2011年2月3日、RIKIプロジェクト） - 白鳥愛子 役
- 女子高生特務捜査官 ナギアンドサヤ（2011年7月22日、ZENピクチャーズ） - 主演・山吹沙弥華 役[注 5]
- ヒロミくん! 3 〜恐ろし山の亡霊番長〜（2014年10月3日、RIKIプロジェクト） - 白鳥愛子 役
- 地下室の美女が語る恐怖の都市伝説（2016年7月29日、オルスタックピクチャーズ） - 「ヨジババ」主演

### 舞台
- アリスインプロジェクト
  - アリスインデッドリースクール（2010年10月15日、六行会ホール） - 日替わりゲスト・竹内珠子 役
  - 時空警察ヴェッカーχ ノエルサンドレ（2011年11月1日 - 6日、荻窪かいホール） - 山根亜美 役[注 6]
  - ラスト ホリディ 〜終わらない歌〜（2012年11月21日 - 25日、てあとるらぽう） - 主演・三日月マホ 役
  - 戦国降臨GIRL（2012年12月18日 - 23日、シアターKASSAI） - 陸奥魔紗子 役
  - アリスインデッドリースクール オルタナティブ（2013年3月22日、六行会ホール） - 日替わりゲスト・竹内珠子 役
  - 戦国降臨ガールズ（2013年7月3日 - 7日、六行会ホール） - 陸奥魔紗子 役
  - 時空警察ヴェッカー1983（2013年8月14日 - 18日、笹塚ファクトリー） - 時空刑事レイ / 中尾粲 役
  - Copyright.（2014年5月28日 - 6月1日、シアターKASSAI） - 主演・葉ヶ塊タタラ 役
  - 戦国降臨ガール・ReBirth（2014年10月29日 - 11月3日、六行会ホール） - 陸奥魔紗子 役
  - セブンフレンズ・セブンミニッツ（2014年12月17日 - 21日、六行会ホール） - 矢島旭陽 役
  - アリスインデッドリースクール ビヨンド（2015年8月12日 - 23日、シアターKASSAI） - 主演・墨尾優 役[注 7]
  - 新・戦国降臨ガール（2015年10月22日・24日・25日、全労済ホールスペース・ゼロ） - 日替わりゲスト・ミカド 役
  - クォンタム・ドールズ 〜量子境界の遊歩者〜（2016年1月6日 - 11日、新宿村LIVE） - 友情出演・麻宮真由美 役
- Flying Trip Project
  - 落下ガール（2011年2月3日 - 6日、渋谷区文化総合センター大和田伝承ホール） - 秋田静香 役
  - Stranger than Paradise 〜深愛〜（2011年8月10日 - 12日・14日、シアターグリーン） - 二階堂麗子 役[注 8]
  - 空色ドロップ（2012年1月11日 - 15日、中野ザ・ポケット） - 津田桜 役
  - 月下のオーケストラ（2012年4月12日、シアターグリーン） - 日替わりゲスト・大森忍 役
  - 落下ガール（2013年3月7日 - 11日、シアターサンモール） - 中野真由美 役
- A☆ct Stage
  - 桃太郎外伝〜ライズアップヒーロー!〜（2012年5月22日 - 27日、武蔵野芸能劇場） - ヒロイン・茨木砂希子 役
  - ASU（2013年8月9日、南大塚ホール） - 日替わりゲスト・ナギーニ 役
  - サムライカウボーイ（2013年12月23日、中野テアトルBONBON） - 日替わりゲスト
- Bobjack theater
  - vol.17「幸福（ハピネス）レコード」（2014年2月6日 - 17日、シアターKASSAI） - ヒロイン・西尾セツナ 役[注 9]
  - vol.24「ノッキンオンヘブンズドア」（2019年11月13日 - 24日、上野ストアハウス） - 関屋楓 役
  - 番外公演「からっぽの庭で」（2021年4月28日 - 5月2日、キーノートシアター）
  - vol.27「幸福（ハピネス）レコード2022」（2022年12月21日 - 25日、TACCS1179） - 中野暦 役
  - 番外公演「ボブジャック秋の短編祭り」（2023年10月18日 - 22日、シアターKASSAI）
- シズ☆ゲキ
  - 進め! 春川女子高校（2015年3月4日 - 8日、シアターKASSAI） - 主演・三浦奈穗美 役
  - 進め! 春川女子高校2 〜ハルジョの七不思議〜（2015年7月8日 - 12日、シアターKASSAI） - 主演・三浦奈穗美 役
  - ストライド（2016年7月6日 - 10日、築地本願寺ブディストホール） - 屋敷明美 役
- のぶニャがの野望番外公演「ねこ軍議〜飼い猫はどいつニャ?〜」
  - （2016年3月2日・4日・5日、笹塚ファクトリー） - おミーちの方 役
  - （2016年8月5日・6日、R'sアートコート） - おミーちの方 役
- アサルトリリィ×私立ルドビコ女学院
  - vol.1「シュベスターの祈り」（2016年4月16日 - 24日、サンモールスタジオ） - 一之宮・ミカエラ・日葵 役
  - vol.2「シュベスターの秘密」（2016年9月16日 - 25日、サンモールスタジオ） - 一之宮・ミカエラ・日葵 役
  - vol.3「シュベスターの誓い」（2017年3月1日 - 5日、中野ザ・ポケット） - 一之宮・ミカエラ・日葵 役
- アサルトリリィ - 速水桂 役
  - 御台場女学校 -The Empathy Phenomenon-（2022年2月17日 - 28日、紀伊國屋サザンシアター TAKASHIMAYA）
  - リリィコレクション2022 御台場女学校 with 私立ルドビコ女学院（2022年4月7日 - 17日、シアターサンモール）[注 10]
  - 御台場女学校 -The Battle to Overcome-（2023年2月3日 - 12日、こくみん共済 coopホール／スペース・ゼロ）
  - リリィコレクション2023 御台場女学校 with 私立ルドビコ女学院（2023年8月26日・27日、大手町三井ホール）
  - 御台場女学校 -The Snowdrop-（2024年8月1日 - 11日、紀伊國屋サザンシアター TAKASHIMAYA）
- UDA☆MAP
  - Vol.7「沼田☆フォーエバー」（2018年7月25日 - 8月1日、シアターKASSAI） - 主演・楓子（腐卵子） 役
  - Vol.8「紙風☆スクレイパー」（2019年8月21日 - 28日、シアターKASSAI） - モンちゃん 役
  - NEXT Vol.1「KAIRO -カイロ-」（2020年2月5日 - 12日、萬劇場） - 主演・芥ミネルヴァ 役[注 11]
  - Vol.9 10周年記念公演「新宿☆アタッカーズseason3～孤島の洋館殺人事件～」（2020年9月30日 - 10月4日、シアターグリーン） - 梵著 役
  - Vol.10「ガールズトーク☆アパートメント 2020Ver」（2021年6月16日 - 21日、シアターKASSAI） - 主演・八重樫柚子 役
  - Vol.11「袴DE☆アンビシャス！」（2021年8月4日・6日、シアターグリーン）[注 12]
  - Vol.11「袴DE☆アンビシャス！2022」（2022年7月13日 - 18日、シアターグリーン） - 鈴賀峰チイ 役
  - Vol.12『Dressing Room』第二話「下手舞台袖の幽霊」（2023年6月29日 - 7月2日、ステージカフェ 下北沢亭）[7]
  - Vol.13「魁☆パラダイムシフト」（2024年7月3日、萬劇場） - 日替わりゲスト[8]
- 爆走おとな小学生
  - CRIMINAL（2019年1月4日 - 6日、新宿村LIVE） - 一ノ瀬百合 役
  - 舞台版「魔法少女(?)マジカルジャシリカ」〜アニメ版なんてありません〜（2019年4月10日 - 14日、CBGKシブゲキ!!） -  マジカル・ミサカ 役
- プロジェクトリコロ
  - 第一回公演「TRUMP」（2019年10月3日 - 7日、新宿スターフィールド） - 主演・ソフィ・アンダーソン 役
  - 第二回公演「サイキック・エージェンシー」（2020年8月5日 - 9日、萬劇場）
  - 第三回公演「スーサイドホテル」（2021年12月8日 - 12日、萬劇場）
  - 第4回公演「Lilac」-side WITCH-（2022年8月3日 - 7日、萬劇場） - 主演・アンリ 役[注 13]
  - 第6回公演「ノラの楽園」（2023年6月11日、萬劇場） - 日替わりゲスト
  - 第7回公演「Statice」-side Witch-（2023年12月20日 - 24日、六行会ホール）- ジンジャー 役[9]
  - 第8回公演「SUMU」（2025年2月12日-16日　萬劇場）- ゲスト[10]
- 東京War:DS
  - -狂震の渋谷編-（2023年4月19日 - 23日、新宿村LIVE） - ナイトー 役[11]
  - -黒と白のTRIGGER-（2024年5月15日 - 19日、六行会ホール） - ナイトー 役[12]
- VAMPIRE HUNTER（2011年6月22日 - 26日、笹塚ファクトリー） - ヒロイン・ベアティトゥード 役
- キミハ・シラナイ（2011年9月13日 - 18日、神保町花月） - ヒロイン・川崎由紀 役
- 新・七夕伝説「煌星★天女」（2012年3月5日、シアターグリーン） - ゲスト出演
- ソラリネ。#02「Book Gallery Cafe-グリムの森-」（2012年4月18日 - 22日、GEKIBA） - ヒロイン・白雪姫 役
- GO,JET!GO!GO!Vol.5 〜涙のドライマティーニ ガールズにライバル出現!?〜（2012年7月19日 - 29日、アクアスタジオ） - 美月 役
- へなちょこヴィーナス（2013年4月17日 - 21日、TACCS1179）
- 超青春合唱コメディ『SING!』（2013年6月5日 - 9日、東京芸術劇場 シアターウエスト / 6月14日 - 16日、世界館） - 狭間瑛梨佳 役
- 若狭姫物語 -種子島から未来へ-（2013年11月13日 - 17日、シアターグリーン） - 主演・若狭姫 役
- Crossing, Christmas, Clearance.（2013年12月6日 - 9日、シアターKASSAI） - 主演・アルフレッド・ハイネ 役 / フィル・ハイネ 役
- 熱血青春合唱物語『ドリームクレッシェンド!!!』第1章（2014年2月21日・22日、AKIBAカルチャーズ劇場） - 友情出演・カンナ先生 役
- 雷ヶ丘に雪が降る（2014年3月12日 - 16日、シアターグリーン） - ヒロイン・初花 役
- 逆転裁判 〜逆転のスポットライト〜（2014年4月9日 - 13日、草月ホール） - 三大寺夢子 役
- 刻め、我ガ肌ニ君ノ息吹ヲ（2014年7月16日 - 21日、俳優座劇場） - 常葉 役
- Pirates of the Desert 2 〜アカツキ国の牢獄〜（2014年10月1日 - 5日、シアターグリーン） - クレア 役
- Nostalgia Note「飛翔」（2015年1月30日 - 2月1日、シアターブラッツ） - 主演・間宮洋子 役
- 龍狼伝（2015年5月2日 - 6日、博品館劇場） - ヒロイン・泉真澄 役
- 倫敦影奇譚シャーロック・ホームズ 〜銀髪の使者と七人の容疑者〜（2015年6月17日 - 21日、六行会ホール） - ハティ・ホワイトシェル 役
- ToRow 〜二匹の狼〜（2015年11月11日 - 15日、新宿村LIVE） - 泉 役
- 桜舞う夜、君想ふ（2015年12月9日 - 13日、大阪市立芸術創造館 / 12月17日 - 20日、シアターKASSAI） - ヒロイン・さくら 役
- 演劇集団Z-Lion「隣はラジカル」（2016年3月30日 - 4月3日、中野ザ・ポケット）
- SEPT Vol.6「SANZ」（2016年8月17日 - 21日、新宿村LIVE）
- 音楽劇「金色のコルダ Blue♪Sky Second Stage」（2016年12月8日 - 18日、全労済ホールスペース・ゼロ） - 小日向かなで 役
- good and evil（2017年6月14日 - 18日、六行会ホール） - ヒロイン・琥珀 役
- 恋するアンチヒーロー（2017年10月5日 - 9日、新宿スターフィールド）
- 30-DELUX「THE REALITY」（2017年10月31日 - 11月5日、アトリエファンファーレ東新宿）
- 蛇の亜種（2017年12月21日 - 26日、下北沢・Geki地下Liberty） - Bチーム ヒロイン・チホ 役
- リバースヒストリカ（2018年3月7日 - 11日、中目黒キンケロ・シアター）
- 刻め、我ガ肌ニ君ノ息吹ヲ 〜THE ORIGIN〜（2018年4月11日 - 15日、新宿スターフィールド） - ヒロイン・静 役
- 若様組まいる〜若様とロマン〜（2018年10月6日 - 21日、三越劇場） - 笹塚弥生 役
- 舞台「ニル・アドミラリの天秤」（2018年11月1日 - 11日、全労済ホールスペース・ゼロ） - 柾小瑠璃 役
- クロッシング・クリスマス・クリアランス(完全版)（2018年12月21日 - 25日、新宿村LIVE） - セシル・オドネル 役
- 「M」（2019年7月12日 - 15日、シアターブラッツ）
- 隣のきのこちゃん 〜革命VS革命 目指せ男性モブ化計画〜（2019年12月26日 - 31日、シアターKASSAI） - 博士 役
- 6バンjackNG公演「MIX UP!!」（2020年4月15日 - 5月3日、シアターKASSAI） - TEAMミドルに出演[注 14]
- LIVEDOG GIRLS『LOCKDOWN』（2020年8月23日 - 29日、新宿村LIVE） - Teamビニテ 本郷香里 役
- ペーパーカンパニー ゴーストカンパニー（2021年10月6日 - 10日、シアターKASSAI） - 秋森楓 役
- Cooch2021「In the womb」（2021年10月30日・31日、GARDEN新木場FACTORY） - カレン 役
- 松本プロデュース「ザ・コメディショー」（2022年3月11日 - 13日、下北沢亭）
- 劇団6番シード第73回公演「“CUBE“〜5番シード春の大感謝祭・新劇団員お披露目公演〜」（2022年5月19日 - 29日、シアターKASSAI）
- OG-3Works「斬/大江戸闇婦始末記」（2022年9月29日 - 10月3日、シアターKASSAI） - 主演・卑弥香津美 役
- ココロ踊ル vol.1「ダンスピアの消失」（2022年11月9日 - 13日、六行会ホール）
- 刀屋壱×FUSION WALL（2022年11月25日 - 27日、博品館劇場）
- RAVE☆塾Vol.8「かえってきたWteen」（2023年3月30日 - 4月2日、築地ブディストホール） - 佐久間花 役
- 人狼 ザ・ライブプレイングシアター #48:WITCH III 星降る夢と13人の魔女（2023年5月6日 - 13日、シアターサンモール） - 蟹座 ソニア 役
- Monkey Works Vol.10『アビリティイレブン』（2023年5月31日 - 6月4日、シアターサンモール[13]） - 清水紗季 役
- 小菅怜衣プロデュース公演「ボクから君におくるもの」（2023年9月20日 - 25日、コフレリオ新宿シアター） - ミミ 役
- 降臨SOUL（2023年11月23日 - 12月3日、中目黒キンケロ・シアター） - 陸奥真砂子 役
- sitcomLab第3弾 『まわれ！無敵のマーダーケース』（2024年1月9日 - 14日、中野ザ・ポケット[14]）
- イノセントギアカンパニー #02「贋作夜想曲」（2024年6月19日 - 23日、中野ザ・ポケット） - バラライカ 役[15]
- 降臨SOUL 〜風燐火斬〜（2024年9月25日 - 29日、六行会ホール） - 陸奥真砂子 役[16]
- 縁劇ユニット流星レトリック第10回公演『シオンの眠るとき』（2024年11月2日、サンモールスタジオ） - 日替わりゲスト[17]
- Poppin' Shower Produce vol.2『星空ハーモニー2024』（2024年12月25日 - 29日、シアターグリーン） - ♯チーム 新海沙奈 役[18]
- 『私が初めてスパイだと疑われた日』（2025年1月18日、高円寺スタジオK）[19]

### テレビ
- 100%大国男児（2011年1月28日、DATV）
- 秋葉系アイドルチャンネル（2011年7月14日、BS11）
- 家電's Walker（2012年8月11日 - 9月1日・10月6日・13日、BS11） - 家電ガールズ
- THE・宣伝会議 〜映画「ジャッジ!」を世の中に広めよう〜（2014年1月、フジテレビ他）
- 東京撫子 〜episode3 プレゼント〜（2015年4月19日、テレビ東京） - ゆみ 役
- 痛快TV スカッとジャパン（2015年5月25日、フジテレビ） - ミニドラマ「ウソの手紙」に出演
- 東京暇人（2016年11月26日・12月3日、日本テレビ）
- ラブホの上野さん 第4話（2017年2月9日、フジテレビ） ※2016年12月22日よりフジテレビオンデマンドで先行配信
- WIN BY ALL!（2021年4月25日 - 2022年、チバテレ） - MC（アキュアマーメイドとして）

### ラジオ
- DJ Tomoaki's Radio Show! （2010年11月11日〈梅田えりかと共演〉・12月9日〈能登有沙と共演〉、下北FM）
- Love YOKOHAMA （2011年1月29日・2月5日、ニッポン放送）
- アイガク 大江戸アイドル学園 （2011年2月6日 - 27日、レインボータウンFM） - 番組内ラジオドラマ「声優まっしぐら!」若宮静香 役（27日はゲストでも出演）
- Tokyoアイドルコレクション （2011年7月10日・17日・31日・12月4日、レインボータウンFM） - 7月17日はMCとして出演。
- 栞ラジ （2011年4月1日、下北FM）

### ネット配信
- NEWバンプレニュース （2011年6月1日 - 2012年4月18日、ニコニコ動画）
- 船岡咲の”さきっちょと、ちょっとひといき❤　 おもろくて可愛いおんなたち（2025年5月6日 ワロップ）[20]

### コンサート・イベント
- 第一回 ハロー!プロジェクト新人公演 〜さるの刻〜／〜とりの刻〜（2007年5月13日、渋谷C.C.Lemonホール） - 有原栞菜名義[注 15]
- 下北FMアイドル祭りVol.2 〜年忘れ2010 でも大蔵のこと忘れないでね♪〜（2010年12月28日、下北沢・ライブホール GARDEN） - 第2部アシスタントMC
- 菊地と林のアイドルパンチ!（2011年6月18日、神保町花月） - 梅田えりかとゲスト出演
- ポテト少年団・菊地のアイドルパンチ・聖地秋葉原SP第一陣（2011年8月7日、秋葉原UDXシアター）
- DownTown Girls Fair（2012年1月27日、東京キネマ倶楽部） - ファッションショーに出演
- アリスインアリス＆フレンズ Vol.3（2014年6月20日、中野・スタジオNOV）
- 花梨バースデーイベント「17歳生誕祭だよ」（2014年12月23日、池袋・ハーツカフェ）
- やっとです。栞菜と年忘れパーティ!（2015年12月27日、秋葉原ハンドレッドスクエア倶楽部） - 主催
- 栞菜生誕23周年記念祭2016（2016年6月18日、ミューズ音楽院本館1階ホール） - 主催
- 末永みゆスペシャル聖誕祭2016（2016年11月5日、ミューズ音楽院本館1階ホール） - MC
- 栞菜バースデーイベント2017 〜一ヶ月遅れの♡〜（2017年7月22日、渋谷・Tangerine） - 主催
- 新春はねだ江戸翼まつり2018（2018年1月1日 - 3日、羽田空港国際線旅客ターミナル） - 「江戸小路人情喜劇」にヒロイン・羽太夫役で出演
- 栞菜バースデーイベント2018 〜オトナの女になりたい〜（2018年6月23日、渋谷・Tangerine） - 主催
- 岡井千聖FCライブ② 〜勝手にハロプロ20周年おめでとう! 2007-2012〜（2018年9月22日、山野ホール） - 梅田えりかとゲスト出演
- BE WOOD LIVE Presents「SPRING GIRLS TALK LIVE 2020 〜下北沢女優陣・春話祭〜」（2020年3月10日、下北沢亭）
- メゾンこばやし Vol.5 1部（2021年11月23日、高円寺Studio K）
- 高橋明日香 presents「クリスマス忘年会」（2021年12月19日、赤坂CHANCEシアター） - 1部ゲスト / 2部MC
- 栞菜バースデーイベント2022 〜ゆるっと〜（2022年6月12日、赤坂CHANCEシアター） - 主催
- 若林倫香・小林亜実合同ファンミーティング「FARM BAYASHI vol.1」2部（2022年6月18日、ミュージックスタジオ・フォルテ池袋店）
- 高宗歩未・生誕祭 〜グラッツェ ミッレ2022〜（2022年6月25日、大塚ドリームシアター）
- あすかとかんなの夏の思い出づくり 〜暦の上では秋らしい〜（2022年9月10日、ミュージックスタジオ・フォルテ池袋店）
- あすまいフェス vol.6 〜あすぴー生誕祭〜 2部（2022年10月30日、新中野・劇場ビット）
- あすかとかんなとしおねの春休み 〜美樹を添えて〜（2023年3月4日、大塚ドリームシアター）
- 栞菜バースデーイベント2023 〜ゆるっと30歳になります〜（2023年6月10日、赤坂CHANCEシアター） - 主催
- 藤堂瞬＆オオダイラ隆生 バースデーイベント（2023年7月23日、赤坂CHANCEシアター）
- るかんな倶楽部 vol.1（2023年9月2日、ミュージックスタジオ・フォルテ池袋店）
- 中村裕香里 BIRTHDAY EVENT 2部（2023年11月4日、本所地域プラザ BIG SHIP）
- あすまいフェス vol.9 〜あすぴー生誕祭〜 2部（2023年11月12日、下北沢亭）
- 花奈澪卒業前夜トークイベント（2024年1月20日、シアターKASSAI）
- るかんな倶楽部 vol.2 〜少し早めのValentine〜（2024年2月10日、ミュージックスタジオ・フォルテ池袋店）
- あすかとかんなの春まつり♡（2024年4月6日、下北沢亭）
- 栞菜バースデーイベント2024 〜ゆるっとお祝い〜（2024年7月6日、中野シアターかざあな） - 主催
- 小菅怜衣 30th Birthday Event DAY1 1部（2024年9月21日、GEKIBA）
- 高橋明日香 37th Birthday Party 1部（2024年10月6日、赤坂CHANCEシアター）
- るかんな倶楽部 vol.3（2024年10月19日、ミュージックスタジオ・フォルテ池袋店）
- ボブジャックって、知ってる？ 1部（2024年10月26日、オクターヴハウス池袋）
- 軽辺るか birthday event 2024（2024年12月8日、スタジオハコス） - MC

### PV
- アイドルカレッジ「雨のち晴れ」[21]（2012年7月）

### その他
- ヨドび時報（2010年9月1日 - 30日、ヨドバシカメラ秋葉原店・大阪梅田店）
- ジェフユナイテッド市原・千葉オフィシャルプロモーションチーム「アキュアマーメイド」メンバー（2020年 - 2021年）

## 書籍

### 写真集
- 栞菜（2010年12月18日、晋遊舎）[22]

### 雑誌
- B.L.T. U-17 sizzleful girl vol.7（2008年8月5日、東京ニュース通信社）- 有原栞菜名義[23]。
- 週刊ヤングマガジン （講談社）
- ヤングガンガン （スクウェア・エニックス）
- non-no （2011年9月20日、集英社）[24]

## 参加ユニット
- ℃-ute（2006年1月 - 2009年7月9日）
- ともいき・木を植えたい（2005年 - 2006年1月） - 研修生

その他
- Gatas Brilhantes H.P.
- リトルガッタス